# Mauwaha
Mauwaha (nep. मौवाहा) – gaun wikas samiti we wschodniej części Nepalu w strefie Sagarmatha w dystrykcie Saptari. Według nepalskiego spisu powszechnego z 2001 roku liczył on 682 gospodarstw domowych i 4095 mieszkańców (1999 kobiet i 2096 mężczyzn).